# Portrait de Martino Widmann
Le Portrait de Martino Widmann est une peinture à l'huile sur toile exécutée entre 1631 et 1644 à Venise par le peintre génois Bernardo Strozzi et actuellement conservée au musée des Augustins à Toulouse.

## Historique
Après avoir fait partie d'un dépôt à Saint-Louis-des-Français à Rome avec d'autres œuvres saisies en 1798-1800, le tableau est envoyé au Museum central en 1802. Il est ensuite déposé au château de Compiègne de 1874 à 1955 puis au musée des Augustins en 1960.

## Contexte
Bernardo Strozzi, dit Il Cappuccino, est un peintre génois appartenant à l'ordre des Capucins. Après être sorti de la vie conventuelle pour venir en aide à sa famille, il fuit à Venise en 1631 car il refuse de retourner au couvent. Dans la lagune, il connaît un grand succès. Bien qu'il pratique tous les genres avec habileté, il devient alors surtout réputé pour ses portraits élégants et subtilement naturalistes.

## Description
Il s'agit d'un portrait d'un homme à mi-corps sur fond neutre. Le modèle regarde le spectateur. Sa main droite est posée sur sa hanche. Sa main gauche, beaucoup plus visible, prend appui sur un rebord de meuble. Ses vêtements sont sobres mais luxueux, avec un col et des manches en dentelle. Quelques éléments métalliques renforcent cette expression discrète de richesse, comme la broche, le manche de l'épée ainsi que la chevalière. La présence d'une arme fait probablement référence à ses fonctions militaires.

## Modèle
Martino Widmann est la fils d'un marchand allemand installé à Venise. Il occupe d'importantes fonctions : vice-maréchal et délégué du grand comité de la Carinthie. Il s'agit donc d'un homme relativement important à Venise.

## Style
Les portraits vénitiens de Strozzi sont influencés par les portraits flamands contemporains, notamment ceux de Rubens et de Van Dyck, qui allient élégance et naturalisme. Ce portrait a longtemps été attribué à un peintre anonyme flamand. Van Dyck peint des portraits d'apparat à Gênes alors que Strozzi y réside encore. Pourtant, le peintre capucin ne semble inspiré par les portraits du maître anversois qu'une fois installé à Venise.